# كينجي كازاما
كينجي كازاما (باليابانية: 風間 健) هو ملاكم كيك بوكسينغ وممثل ياباني، ولد في 6 يونيو 1944 في اليابان.

## وصلات خارجية
- كينجي كازاما على موقع IMDb (الإنجليزية)
- كينجي كازاما على موقع قاعدة بيانات الفيلم (الإنجليزية)